# 에치고이시야마역
에치고이시야마역(일본어: 越後石山駅)은 일본 니가타현 니가타시 히가시구에 위치한 동일본 여객철도 신에쓰 본선의 철도역이다.

## 역 구조
상대식 승강장 2면 2선의 구조를 지닌 지상역이다. 역 구내에는 과선교 등 양 플랫폼을 연결하는 연결수단은 없고, 따로 분리되어 있다.
니가타역이 관리하며, 역 업무는 JR 니가타 비즈니스가 대신 하고 있다. 니가타 방면 서쪽 승강장에만 역무원이 근무하며, 니쓰 방면 동쪽 승강장은 무인으로 영업되고 있다. 서쪽 승강장 쪽 역사에는 유인개찰구, 자동발권기, 지정석발권기, 자동판매기, 화장실 등이 있다. 동쪽 승강장에는 자동발권기, 자동판매기 등이 있다. 양쪽 승강장에 모두 자동개찰기가 설치되어 있어, 스이카 및 제휴 교통카드의 사용이 가능하다.

### 승강장
| (서쪽) | ■ 신에쓰 본선   | (하행) | 니가타 방면                           |
| (동쪽) | ■ 신에쓰 본선   | (상행) | 니쓰 · 히가시산조 · 나가오카 방면     |
| (동쪽) | ■ 반에쓰사이 선 |        | 고센 · 기타가타 · 아이즈와카마쓰 방면 |

## 이용 현황
- 2011년 현재 1일 평균 승차 인원은 1,964명이다.

| 승차 인원 추이 | 승차 인원 추이     |
| 연도           | 1일 평균 승차 인원 |
| -------------- | ------------------ |
| 2000           | 2,258              |
| 2001           | 2,248              |
| 2002           | 2,209              |
| 2003           | 2,176              |
| 2004           | 2,130              |
| 2005           | 2,152              |
| 2006           | 2,048              |
| 2007           | 2,056              |
| 2008           | 2,066              |
| 2009           | 2,028              |
| 2010           | 1,992              |
| 2011           | 1,964              |

## 역세권 정보
- 니가타시 히가시구청 이시야마 출장소
- 동일본 여객철도 니가타 차량센터

## 역사
- 1957년 10월 1일 - 일본국유철도 신에쓰 본선의 이시야마 신호장으로 개업하였다.
- 1960년 11월 1일 - 보통역으로 승격해 에치고이시야마 역이 되었다.
- 1987년 4월 1일 - 민영화에 따라 동일본 여객철도의 소속이 되었다.
- 2006년 1월 21일 - 스이카의 사용이 개시되었다.

## 인접역
| 동일본 여객철도 신에쓰 본선 | 동일본 여객철도 신에쓰 본선 | 동일본 여객철도 신에쓰 본선              |
| --------------------------- | --------------------------- | ---------------------------------------- |
| 가메다 나오에쓰 방면        | ■ 보통 ■ 반에쓰사이 선 보통 | 니가타 니가타 방면                       |
| 일본화물철도                |                             |                                          |
| 시·종착역                   | 신에쓰 본선 화물 지선       | 니가타 화물터미널 니가타 화물터미널 방면 |